# Canthylidia neurias
Canthylidia neurias là một loài bướm đêm trong họ Noctuidae.